# Николаевка (городской округ Клин)
Николаевка — деревня в Клинском районе Московской области, в составе Нудольского сельского поселения. Население — 3 чел. (2010). До 2006 года Николаевка входила в состав Щекинского сельского округа.
Деревня расположена на юго-западе района, примерно в 22 км к юго-западу от райцентра Клин, на левом берегу реки Вельга (левый приток Нудоли), высота центра над уровнем моря 208 м. Ближайшие населённые пункты — посёлок Лесной на севере, Екатериновка на северо-востоке и Хохлово на юго-востоке. У северной окраины деревни проходит региональная автодорога 46К-0170 Московское большое кольцо — Белозерки.

## Население
| 2002 | 2006 | 2010 |
| ---- | ---- | ---- |
| 9    | →9   | ↘3   |